# Delfina Martínez
Delfina Martínez (Montevideo, 1988) es una gestora cultural, fotógrafa y activista transfeminista y antirracista uruguaya. Fue impulsora y referente de la campaña nacional por la Ley Integral para Personas Trans en Uruguay.
A septiembre de 2023, se desempeña como asesora en la Secretaría de la Diversidad de la Intendencia de Montevideo.

## Biografía
Ante la imposibilidad de conseguir trabajo formal siendo una mujer trans, a sus 21 años, Martínez migró a Buenos Aires para dedicarse al trabajo sexual. Viviendo allá conoció el activismo y a referentes por los derechos de personas travestis y trans como Lohana Berkins, Diana Sacayán y Naty Menstrual. Según Martínez,
"(...) me hizo cambiar la perspectiva de vida porque hasta ese entonces mi construcción había sido siempre desde un lugar físico y estético. Comencé a ver un horizonte nuevo que iba más allá y me di cuenta de lo que me faltaba intelectual y espiritualmente."
Al regresar a Uruguay se acercó a Unión Trans: "(...) para arrancar con el activismo y comencé a nutrirme de otros paradigmas para poder pensarme"

### Militancia social y política

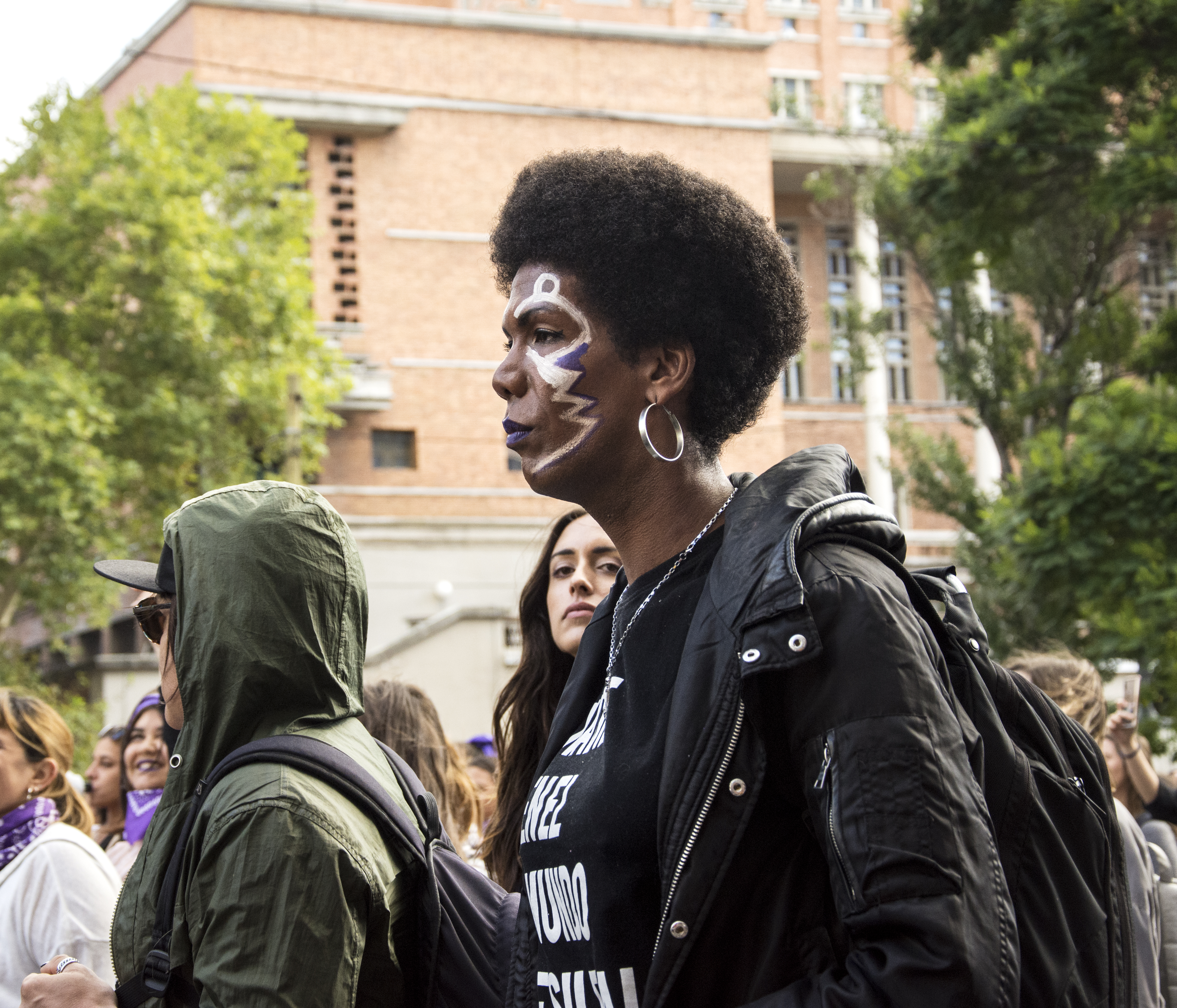
Performance el 8 de marzo de 2019 con Afrogama y La Melaza

Tras ello, decidió volver a Uruguay y se unió a la agrupación Unión Trans desde donde, junto a Josefina González y Marcela Pini, fue una de las impulsoras y referentes públicas de la Campaña Nacional de Apoyo a la Ley Integral Trans. Asimismo, es integrante del colectivo de mujeres afrodescendientes Mizangas. 
En las elecciones nacionales de 2019, fue candidata a senadora titular por la lista 949 "El Abrazo", del lema Frente Amplio. y fue una de las 48 candidatas uruguayas dentro del proyecto "Campaña Feminista" donde explica que su motivación para comenzar su militancia también dese el ámbito político partidario es que "considera necesario colocar las demandas y propuestas concretas para lograr la transformación de la realidad."

El 4 de agosto de 2019 fue realizado un prereferendum para derogar la Ley Integral para Personas Trans, iniciativa que no llegó al 25% del padrón electoral (solo votó un 9,9%), por lo que no se realizó referéndum. 

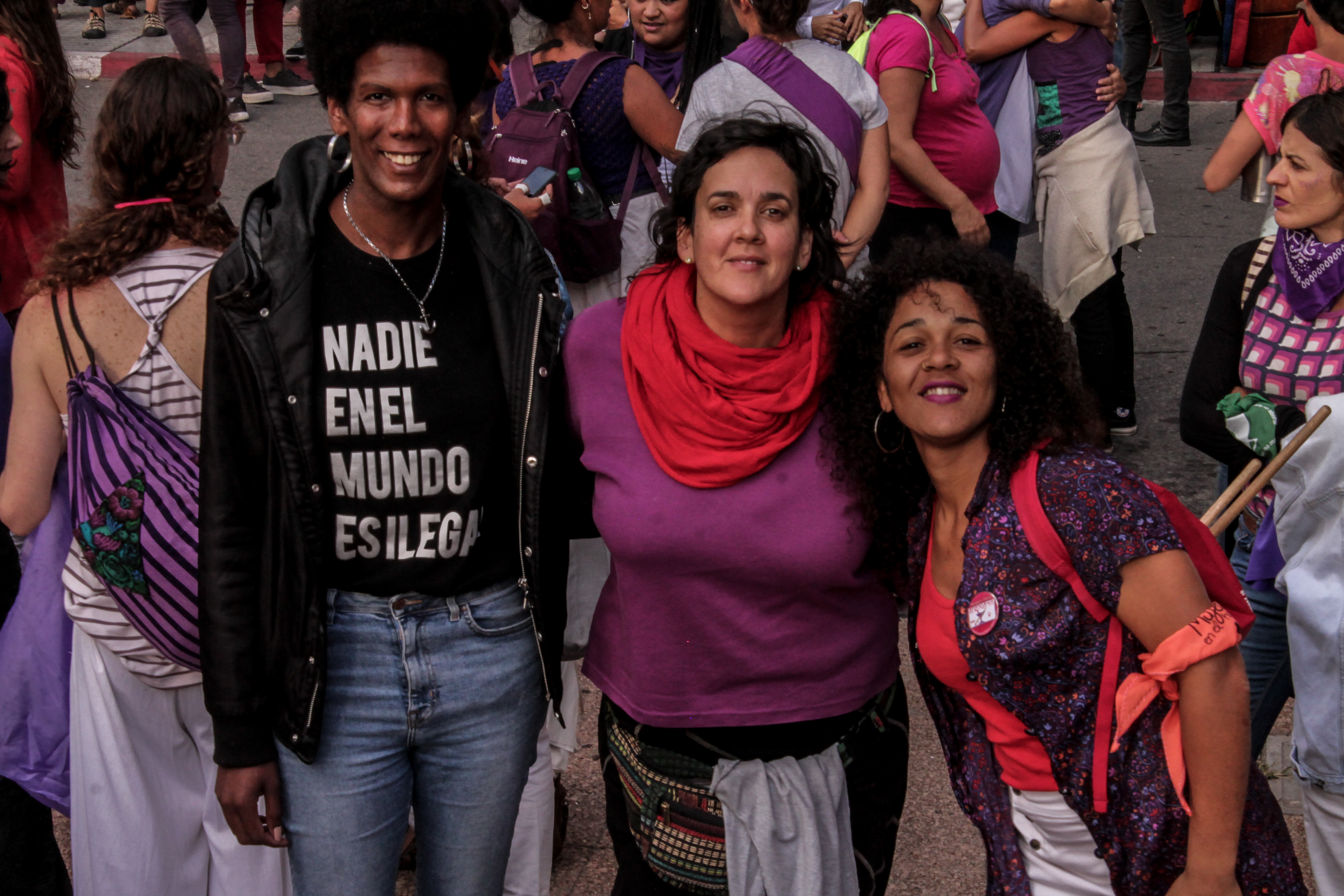
Delfina Martínez junto con otras compañeras, participando de la marcha del Día Internacional de la Mujer Trabajadora el 8 de marzo de 2019.

En esa oportunidad Delfina se manifestó diciendo que: "Es importante porque demuestra que seguimos adelante en este proceso. Es muy importante aclarar que una vez que se reconocen derechos a una población vulnerada no se puede volver atrás.  Así lo indica la Corte Interamericana de Derechos Humanos, donde Uruguay es parte."

### Trabajo artístico y en gestión cultural
Durante dos años consecutivos, en 2018 y 2019, Delfina Martínez y Leho De Sosa fueron los responsables de la coordinación artística y curaduría de la Segunda y Tercera Semana de Arte Trans (SAT) de Montevideo.  

Las mismas fueron organizadas por la Secretaría de la Diversidad, con el apoyo del Departamento de Cultura de la Intendencia de Montevideo, de forma articulada con la Unión Trans del Uruguay y realizadas en el Centro Cultural de España.  

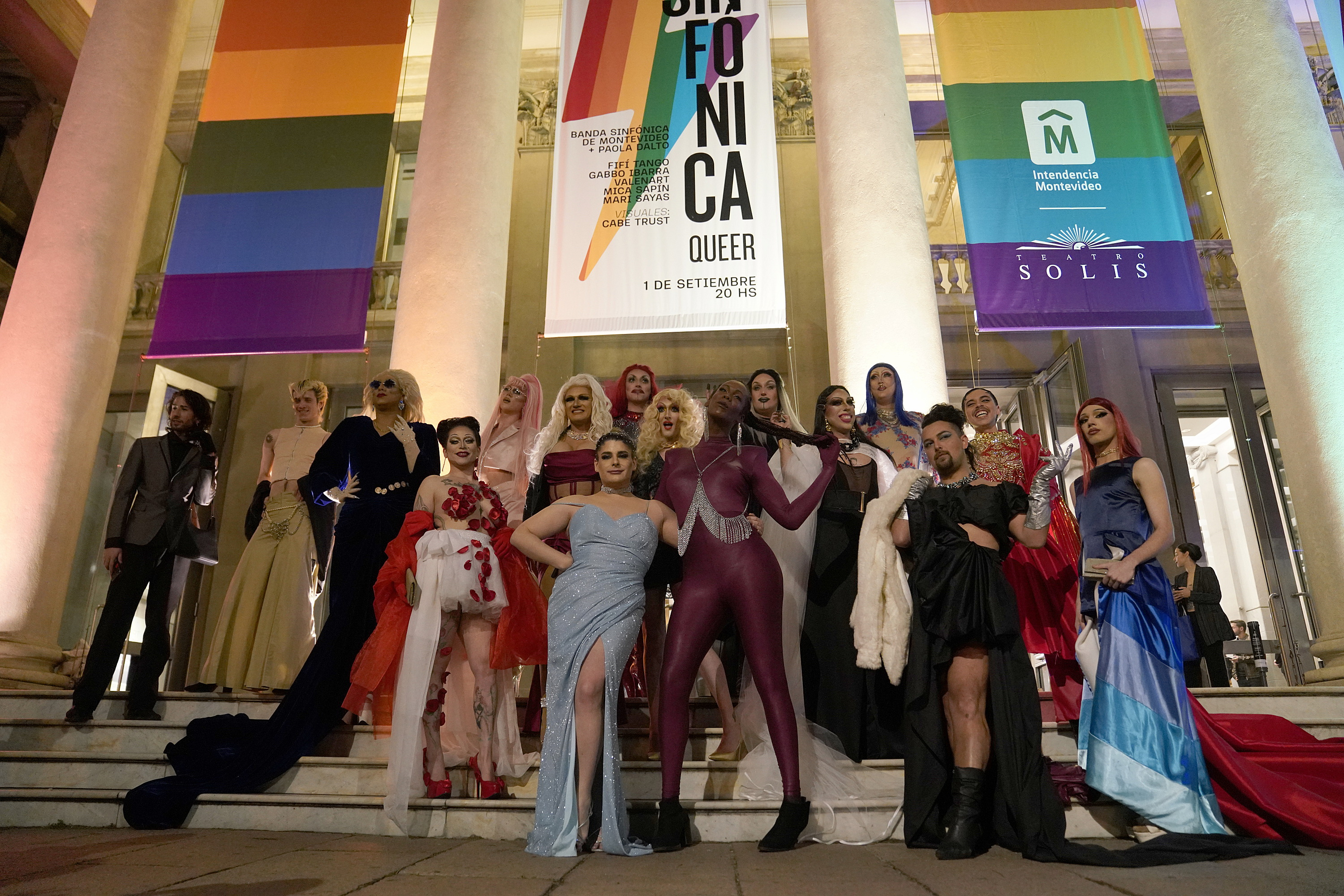
Delfina Martínez al centro del grupo, el 1° de setiembre del 2022, en la escalinata de entrada del Teatro Solís durante el Lanzamiento del Mes de la Diversidad desde la Intendencia de Montevideo

La SAT surgió en 2016 como una construcción colectiva organizada para intentar dar visibilidad a artistas trans, como sujetas del derecho humano a la cultura y para generar conexiones para su desarrollo artístico cultural. 
En 2019, también junto a De Sosa creó la agrupación de artivismo LA Contracultural, con la que han hecho performances y brindan talleres.
Se encuentra incluida dentro de la selección de artistas que forman parte del Proyecto de investigación desarrollado para el Bachillerato de Bellas Artes de la Universidad Nacional de la Plata: "Museo Feminista Virtual. mujeres, lesbianas, travestis, trans y no binaries de la historia del arte"
Como periodista ha realizado aportes para el medio periodístico uruguayo La Diaria.

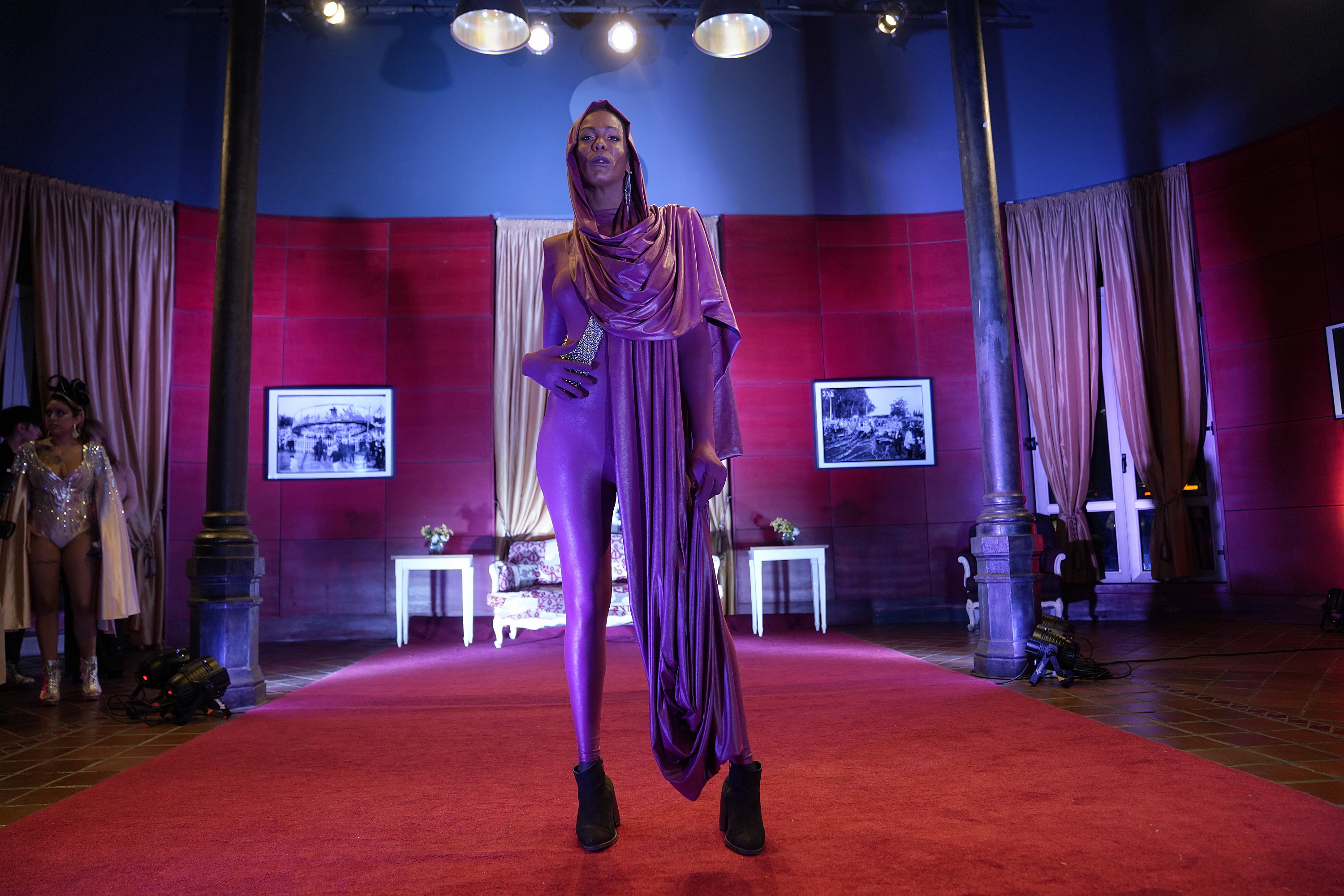
Delfina Martínez posando dentro del teatro Solís el 1° de setiembre del 2022, durante el Lanzamiento del Mes de la Diversidad desde la Intendencia de Montevideo.

Como fotógrafa, Martínez ha expuesto su trabajo en muestras colectivas e individuales en Madrid, Lyon, Buenos Aires, San Pablo y Montevideo. Asimismo, ha participado de diversos festivales y encuentros internacionales de arte y derechos humanos.
El 10 de diciembre del 2020 se convirtió en la primera persona trans y afrodescendiente uruguaya en actuar en Europa en la obra de teatro “Tránsitos” en el Festival Griego (en catalán Grec) de Barcelona. Se trató de una coproducción argentina, uruguaya y catalana, dirigida por David Teixidó, coescrita por Mariana Percovich y actuada por David Teixidó, Delfina Martínez, Nicole Avventurato, Sergio Satanassa, David Priego y Nico Conde.
También fue protagonista de uno de los episodios de la serie "Marcas en la Piel" dirigida por Tania Dangolillio para Canal Encuentro de Argentina, donde en cada capítulo una persona cuenta que hay atrás de alguna marca en su cuerpo, en el capítulo protagonizado por ella cuenta que en su piel guarda las huellas de ser transexual y afro, y que "milita para ayudar a otras personas en situaciones similares".
En el 2022 terminó la Diplomatura de Gestión en Proyectos Culturales del Centro Cultural Paco Urondo, de la Universidad de Buenos Aires.